# 델타-시그마 변조
델타-시그마 변조(delta-sigma modulation, ΔΣ) 방식은 delta 변조방식으로부터 파생된 analog-to-digital 또는 digital-to-analog 변환방식이다. 이 방식을 적용한 ADC(Analog-to-digital converter) 또는 DAC 회로는 저가의 CMOS공정으로 쉽게 구현이 가능하다. 이 방식은 1960년대 초기에 이미 제시되었으나 반도체 기술의 발달에 힘입어 최근에서야 널리 쓰이게 되었다. 대부분의 아날로그 칩 벤더들이 sigma-delta converter를 제공하고 있다.

Fig. 1 - Block diagram of a 1^{st} order ΔΣ modulator

## 원리

Fig. 2: Block diagram of a 2^{nd} order ΔΣ modulator

Sigma-delta 구조의 원리는 신호의 값을 대강 예측하여, 오차를 구한 다음, 누적된 오차를 이용하여 오차를 보정해 나가는 것이다. 이 원리에 의하면, 누적 오차 값이 유한하다면, 입력 신호의 평균값과 출력 신호의 평균값은 같아지게 되어 있다. 이에대한 훌륭한 applet을 여기 보관됨 2010-08-17 - 웨이백 머신에서 찾아볼 수 있다. 적분기(또는 feedback loop)의 개수는 ΔΣ-modulator의 차수(order)를 결정한다. 그림 2는 2차 ΔΣ-modulator의 예이다. 1차 modulator는 안정적이지만, 차수가 높아질수록 안정성에 더욱 신경을 써야만 한다.

## Δ-modulation과의 차이점
델타 변조는 analog 신호를 재현하기 위해서 적분기를 필요로 한다. 이 적분기를 Δ-modulator 앞으로 옮기게 되면 filter의 마지막 단 설계가 단순화된다. ΔΣ-modulation 은 원본 신호는 그대로 둔 채 noise를 잡아주는 spectrum shaping 특성이 있는 반면, Δ-modulation은 noise는 그대로 두고, 원본 신호의 spectrum을 변형시키기 때문에 앞서 언급한 적분기가 필요하게 된다.

## 이름에 관하여
Delta-Sigma라는 명칭은 Delta modulator와 적분기(sigma)의 존재에서 알 수 있듯이, 일본의 Inose 등이 1962년에 특허에 사용한 이름에서 유래한 것이다. 흔히 Sigma-Delta라고 불리기도 하지만 IEEE 에서는 대부분 Delta-Sigma로 사용된다.

## 같이 보기
- 델타 변조